# آکادمی نظامی استونی
آکادمی نظامی استونی (به انگلیسی: Estonian Military Academy) یک مؤسسه آموزش عالی کاربردی برای دفاع ملی در تارتو، استونی است که در سال ۱۹۱۹ تأسیس شده‌است.
مأموریت این دانشگاه آموزش و تمرین افسران برای ارتش استونی و نیروهای دفاع ملی استونی و همچنین سایر نهادهای نظامی است.